# Piotr Oborski
Piotr Oborski (ur. 10 lutego 1907 we wsi Jastrzębiec, zm. 18 czerwca 1952 w Rawiczu) – prezbiter katolicki, ofiara represji komunistycznych.

## Życiorys
W 1926 wstąpił do Seminarium Duchownego w Kielcach. Święcenia kapłańskie przyjął 21 czerwca 1931 z rąk biskupa Augustyna Łosińskiego. W 1935 rozpoczął studia filozoficzne na Uniwersytecie Warszawskim. W 1938 z wynikiem bardzo dobrym obronił egzamin magisterski. Z rozpoczęciem okupacji niemieckiej z innymi profesorami kieleckiego seminarium duchownego ks. Oborski opuścił Kielce, udając się na wschód. Po powrocie do Kielc 27 września 1939 roku otrzymał nominację na tymczasowego administratora parafii Piotrkowice k. Jędrzejowa. Placówki nie objął, gdyż z zawieruchy wojennej powrócił jej dotychczasowy proboszcz. Od 1943 wykładał w Kielcach na tajnych kursach uniwersyteckich w ramach konspiracyjnego Uniwersytetu Ziem Zachodnich logikę matematyczną i historię filozofii. W 1946 rozpoczął pracę naukową na Uniwersytecie Warszawskim. Był asystentem ks. Piotra Chojnackiego, profesora filozofii chrześcijańskiej. Z tego okresu pochodzą jego prace „Neoscholastyka w swojej genezie, teorii i praktyce” oraz „Z psychologii szkolnego lenistwa”. 
15 lipca 1948 roku ks. Piotr Oborski został mianowany administratorem parafii Wolbrom i prefektem miejscowego gimnazjum i liceum. Pół roku później był już proboszczem parafii i dziekanem.
Z trzech księży pracujących w parafii 19 kwietnia 1950 roku aresztowano proboszcza ks. dr. Piotra Oborskiego i jednego z wikariuszy ks. Zbigniewa Gadomskiego. W czasie śledztwa przetrzymywani byli w więzieniu przy ul. Montelupich w Krakowie. Nie dopuszczono do nich nikogo. Księży oskarżono o współpracę z tajną organizacją "Armia Podziemia" i współudział w zabójstwie.
1 czerwca 1951 roku ks. dr Piotr Oborski został przewieziony do więzienia dla politycznych w Rawiczu. Zmarł 18 czerwca 1952 r. w szpitalu miejskim w Rawiczu. Zarząd więzienia w oficjalnym dokumencie – akcie zgonu przesłanym do kieleckiej kurii i rodziny zmarłego, wymienił jako przyczynę śmierci zapalenie otrzewnej. Świadkowie ostatnich dni życia ks. Piotra Oborskiego twierdzą, że kapłan został okrutnie pobity, co już wcześniej kilka razy miało miejsce.
W kościele pw. św. Katarzyny w Wolbromiu została umieszczona tablica pamiątkowa poświęcona pamięci ks. Piotra Oborskiego i ks. Zbigniewa Gadomskiego. Jej poświęcenia dokonał bp. Adam Śmigielski 3 maja 2004 roku.
23 kwietnia 2013 roku ks. Piotr Oborski został oficjalnie zrehabilitowany. Sąd Okręgowy w Krakowie stwierdził nieważność wyroku byłego Wojskowego Sądu Rejonowego w Krakowie z dnia 22 stycznia 1951 roku, skazującego go na karę dożywotniego więzienia.